# Francesco Puccinotti
Francesco Puccinotti (Urbino, 8 agosto 1794 – Firenze, 8 ottobre 1872) è stato un letterato, filosofo e medico italiano.

## Biografia
Dopo aver studiato presso gli Scolopi, nel 1811 venne ammesso nel Collegio militare di Pavia. Si trasferì poi a Roma dove si dedicò allo studio della medicina seguendo le lezioni del noto clinico Giuseppe De Mattheys. Dopo essersi laureato in medicina, praticò la medicina nelle campagne laziali, studiando le febbri di tipo petecchiale che imperversavano in quella zona. Per i suoi studi ottenne la cattedra di Anatomia e fisiologia ad Urbino, per poi insegnare Patologia e medicina legale a Macerata fino al 1831 anno in cui, dopo aver preso parte ai moti delle Legazioni, venne allontanato dalla città e gli fu impedito di esercitare la professione medica. Si spostò quindi nella più liberale Toscana dove, nel 1838 ottenne la cattedra di Igiene nell'Università di Pisa. Qui approfondì il suo studio sulla medicina civile e si rese protagonista di molti dibattiti culturali e scientifici presso la locale Università (fu segretario della sezione di medicina ai congressi pisani e fiorentini degli scienziati italiani).
Nel 1843 il Granduca Leopoldo II di Toscana lo inserì in una commissione incaricata di studiare l'ipotesi di introdurre sul litorale pisano le risaie, dal punto di vista della medicina civile. Espose le sue analisi nel saggio Sulle risaie in Italia e sulla loro introduzione in Toscana dello stesso anno 1843: conclusioni che saranno alla base del Regolamento sulla cultura del riso in Toscana del settembre 1849. Negli ultimi anni trascorsi a Pisa ottenne la cattedra di Storia della medicina, che mantenne anche al suo trasferimento a Firenze. In questi anni conobbe Pietro Siciliani, suo allievo, col quale mantenne un costante rapporto di amicizia e collaborazione. Morì a Firenze nell'ottobre del 1872 e fu seppellito nel Cimitero di Pinti dalla Ven. Arciconfraternita della Misericordia di Firenze; per i suoi meriti, nel 1886, fu traslato e sepolto nella Basilica di Santa Croce.
Puccinotti fu uno storico della medicina, ma altri sono gli aspetti della sua complessa personalità: fu fisiologo, clinico, medico legale, letterato (fraterna amicizia con Giacomo Leopardi), filosofo, sociologo e politico. La sua vita si svolse tra le conquiste napoleoniche e la proclamazione di Roma capitale, periodo di profonde divisioni ideologiche. Non è da trascurare il merito di aver sostenuto la necessità di una protezione medica dei lavoratori e di aver indicato il futuro della medicina nel suo sviluppo igienico e sociale.

## Opere
- Storia delle febbri intermittenti perniciose, (Roma, 1822);
- Il Boezio ed altri scritti filosofici, (Firenze, 1864);
- Storia della medicina in tre volumi (Firenze, 1850-1866).